# ألبرت تشارلز سوندرز
ألبرت تشارلز سوندرز هو سياسي كندي، ولد في 12 أكتوبر 1874 في كندا، وتوفي بنفس المكان في 18 أكتوبر 1943. حزبياً، نشط في الحزب الليبرالي في جزيرة الأمير إدوارد ‏. وقد انتخب رئيس وزراء جزيرة الأمير إدوارد ‏ (21 أغسطس 1927 – 20 مايو 1930).